# Mario Ezcurdia Camacho
Mario Ezcurdia Camacho (México, D. F., 10 de enero de 1925 - ibídem, 10 de agosto de 1998) fue un periodista, novelista y ensayista mexicano.

## Datos biográficos
Fue miembro del Partido Revolucionario Institucional, donde fundó y dirigió el órgano teórico Línea (1972-1975).
Se inició en el periodismo a los 16 años, en el año de 1943, como ayudante de redacción en la revista Hoy.
Durante su cargo de jefe de prensa de la Presidencia de la República durante el régimen de Adolfo López Mateos (1958-1964), su actuación tanto en el país como en el extranjero fue tan brillante que el equipo organizador de la gira del General Charles de Gaulle a Sudáfrica visitó México especialmente para solicitarle a Ezcurdia orientación y adiestramiento.

## Desempeño periodístico
- Jefe de redacción en Así (1948);
- director de escena (1949);
- redactor de El Popular (1950-1952), Impacto (1953-1955) y Ovaciones (1953-1955);
- director fundador de la revista Al Día (1955-1958);
- jefe de prensa de la Presidencia de la República durante el régimen de Adolfo López Mateos (1958-1964);
- autor de la columna «Las cuentas claras», en El Universal, bajo el seudónimo de José C. Álvarez y con su propia firma (1961-1962 y 1973-1974);
- autor de la columna «De la política», en El Día (1969-1972 y 1977-1982);
- comentarista y productor de programas periodísticos en el Canal 13 de televisión (1974-1976);
- articulista (1976-1978) y director general del diario El Nacional (1982-1989), y
- autor de la novela El gran juego (1967), de la crónica Operación Europa y de los ensayos Análisis teórico del PRI, La prioridad es el hombre (1981) y Miguel de la Madrid, el hombre, el candidato (1982); reunió una selección de sus artículos en De la política.

## Condecoraciones
- Comendador de la Gran Cruz del Mérito de Alemania (Großes Verdienstkreuz)
- Gran Oficial de la Orden de la Bandera de Yugoslavia
- Oficial de la Legión de Honor de Francia
- Caballero de la Orden de Orange-Nassau de Holanda
- Premio Nacional de Periodismo 1980 y 1982.[1]